# Air Zimbabwe
Air Zimbabwe ist die nationale Fluggesellschaft Simbabwes mit Sitz in Harare und Basis auf dem Flughafen Harare International.
Sie steht seit dem 16. Mai 2017 auf der Liste der Betriebsuntersagungen für den Luftraum der Europäischen Union.

## Geschichte

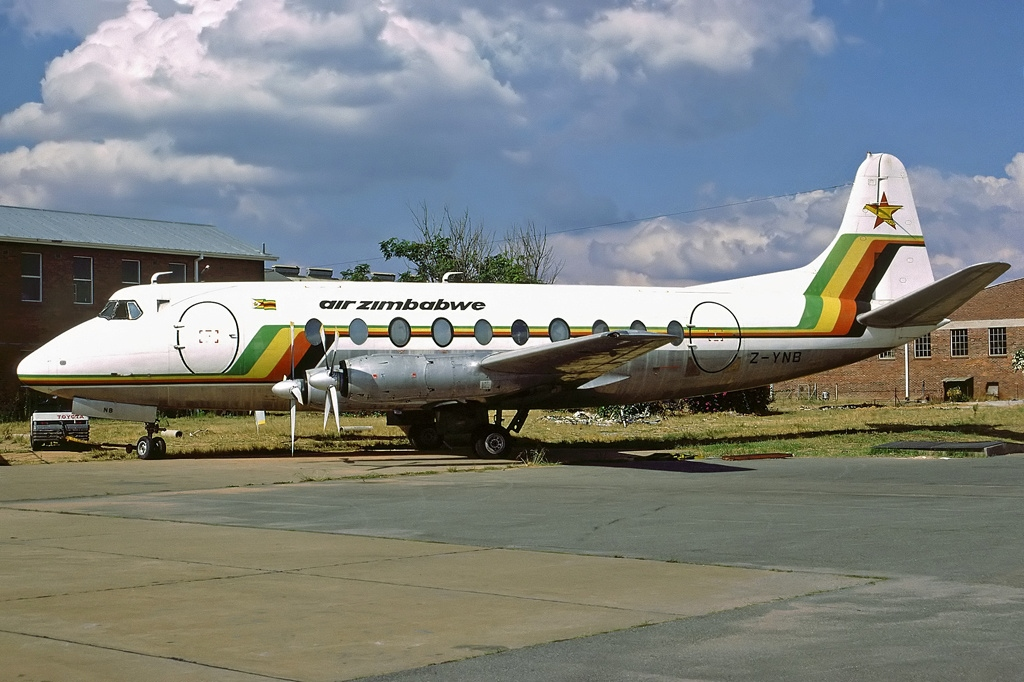
Vickers Viscount 700 der Air Zimbabwe, 1992

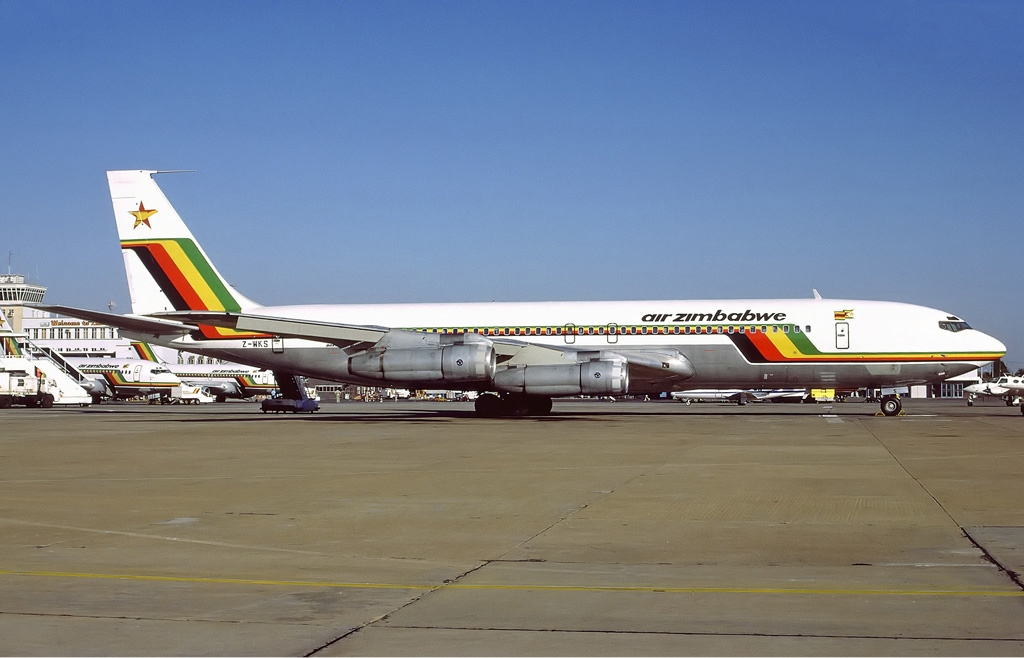
Boeing 707-330 der Air Zimbabwe, die ehemalige D-ABUB der Lufthansa, 1992

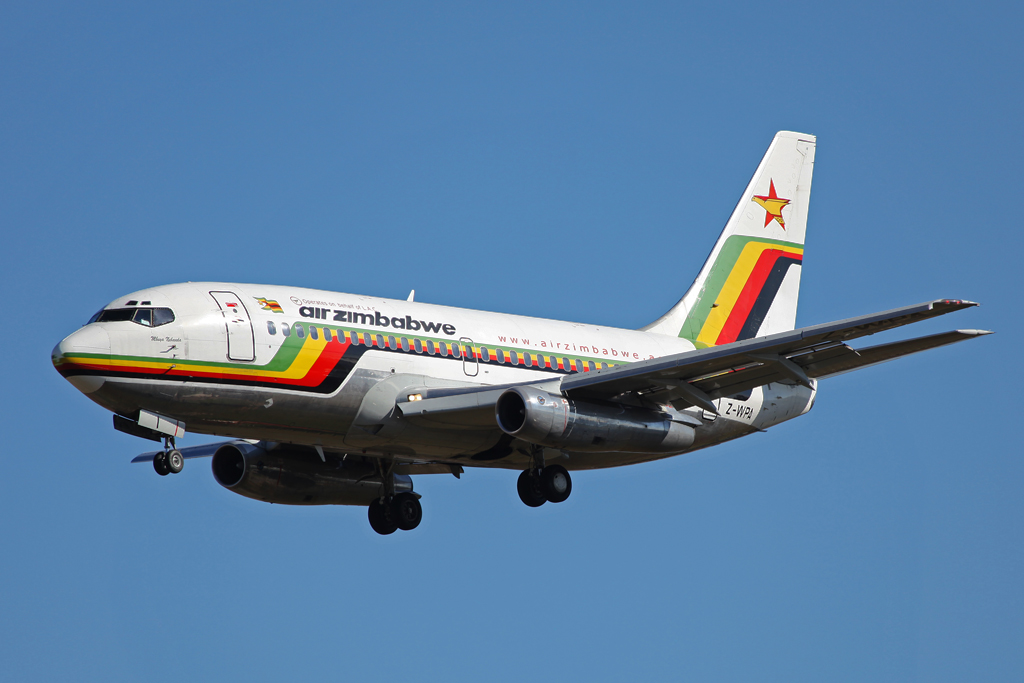
Boeing 737-200 der Air Zimbabwe, 2009

Die Geschichte der Air Zimbabwe begann 1967 mit der Gründung der Air Rhodesia, nachdem Central African Airways aufgelöst wurde. Im Jahr 1978 wurde sie zu Air Zimbabwe-Rhodesia umbenannt und 1980 wurde sie aufgrund der Unabhängigkeit Simbabwes zu Air Zimbabwe. Von Februar 1981 bis Juni 1982 übernahm die Gesellschaft 5 Boeing 707-330 von der Lufthansa. Air Zimbabwe kaufte 1983 die Frachtfluggesellschaft Affretair auf und wurde 1997 privatisiert.
Im Jahr 2003 bekam Air Zimbabwe massive finanzielle Probleme, was zur zeitweiligen Suspendierung durch die IATA im Februar 2004 führte. Im Mai 2005 sorgte die Fluggesellschaft für Schlagzeilen, da sie den Jungfernflug auf der neuen Strecke von Dubai nach Harare mit nur einem einzigen Passagier durchführte. Die Regierung von Simbabwe kritisierte das Unternehmen dafür, dass es die neue Strecke ohne eine Wirtschaftlichkeitsprüfung eingerichtet hatte.
Im Mai 2011 wurde Air Zimbabwe auf Grund offener Verbindlichkeiten in Höhe von 2 Millionen US-Dollar von der IATA erneut suspendiert und damit sämtliche internationalen Finanztransaktionen und Buchungsdienstleistungen bis auf Weiteres gestoppt. Zuvor waren die drei Boeing 737-200 der Gesellschaft durch die Luftfahrtaufsicht Simbabwes aus Sicherheitsgründen stillgelegt worden. Diese sollten durch eine geleaste Boeing 737-500 von Zambezi Airlines ersetzt werden, jedoch war Air Zimbabwe zur Zahlung der Leasingraten nicht in der Lage und musste das Flugzeug zurückgeben.
Im Sommer 2011 führte Air Zimbabwe an einer Boeing 767-200ER eine modernisierte Version ihrer Flugzeuglackierung ein.
Im September 2011 musste der Flugbetrieb für kurze Zeit eingestellt werden, da es zu – zwischenzeitlich beigelegten – rechtlichen Auseinandersetzungen mit den Piloten gekommen war. Im November desselben Jahres wurden wiederholt zahlreiche Flüge gestrichen, da Zahlungen an Lieferanten von Kerosin offen waren. Im Dezember 2011 wurde eine Boeing 767-200ER der hochverschuldeten Gesellschaft in London als Pfand für offene Rechnungen beschlagnahmt. Im Januar 2012 wurde die Einstellung der Flüge nach London und Johannesburg aufgrund der finanziellen Situation bekanntgegeben. Zudem bestehe die Gefahr, dass weitere Flugzeuge beschlagnahmt würden. Im Februar 2012 wurde der Flugbetrieb schließlich bis auf Weiteres vollständig eingestellt. Nach kürzeren zwischenzeitlichen erfolglosen Versuchen der Aufnahme eines Flugbetriebs führt Air Zimbabwe seit November 2012 wieder regelmäßig Flüge durch.
Im Februar 2014 wurden der suspendierte Chef Innocent Mavhunga, sein Vorgänger Peter Chikumba und die Geschäftsführerin Grace Nyaradzo Pfumbidzayi wegen Betrugsverdacht festgenommen, weitere Manager wurden verdächtigt. Sie sollen die Airline finanziell betrogen haben. Im Juli 2017 hat die Airline fast die Hälfte ihrer 424 Mitarbeiter entlassen.
Seit Oktober 2018 wird die Privatisierung von Air Zimbabwe vorangetrieben, während gleichzeitig mit Zimbabwe Airways eine neue staatliche Fluggesellschaft geschaffen wird.
Am 24. Oktober 2019 wurde aufgrund ausstehender Zahlung die Nutzung der südafrikanischen Flughäfen durch den dortigen Flughafenbetreiber ACSA verboten und die einzige im Betrieb befindliche Maschine festgesetzt. Seit dem 28. Oktober 2019 ist der Betrieb wieder erlaubt.

## Flugziele

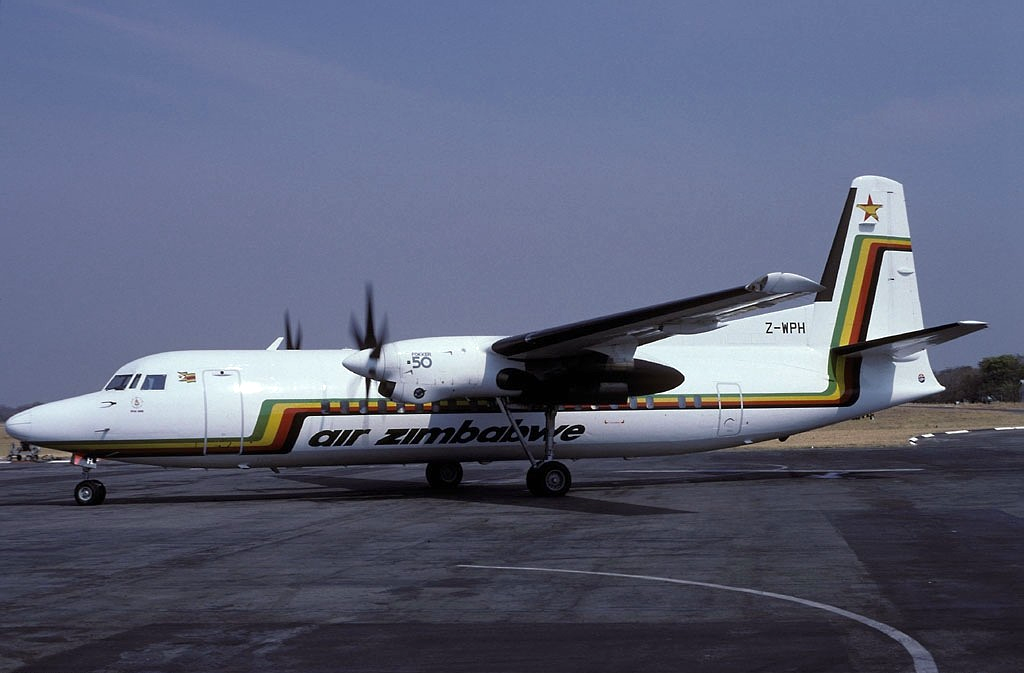
Fokker 50 der Air Zimbabwe

Air Zimbabwe fliegt von Harare im Inland nach Bulawayo und Victoria Falls sowie international nach Johannesburg und Dar es Salaam.

## Flotte

### Aktuelle Flotte
Mit Stand Januar 2024 besteht die Flotte der Air Zimbabwe aus sieben Flugzeugen mit einem Durchschnittsalter von 24,9 Jahren:

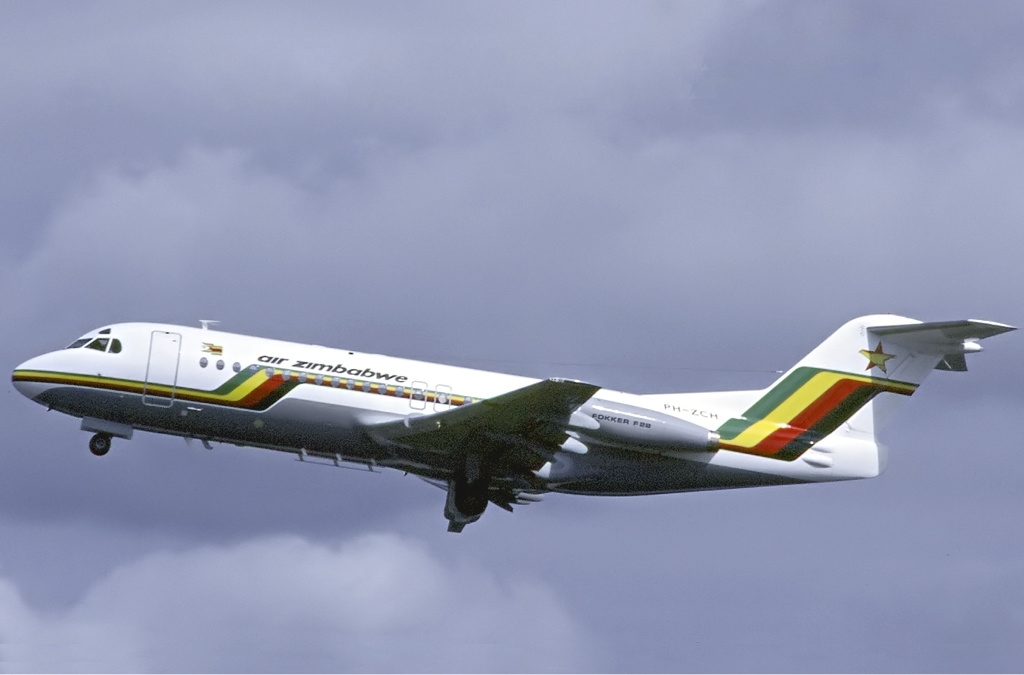
Fokker F-28-4000 Fellowship der Air Zimbabwe, 1985

| Flugzeugtyp       | Anzahl | bestellt | Anmerkungen  | Sitzplätze (Business/Economy) |
| ----------------- | ------ | -------- | ------------ | ----------------------------- |
| Airbus A320-200   | 1      |          | inaktiv      | 150 (12/138)                  |
| Boeing 737-200    | 1      |          |              | 105 (12/93) 113 (–/113)       |
| Boeing 767-200ER  | 1      |          | inaktiv      | 203 (30/173)                  |
| Boeing 777-200    | 2      |          | inaktiv      | 282 (35/247)                  |
| Embraer ERJ-145LR | 2      |          | eine inaktiv | 50 (-/50)                     |
| Gesamt            | 7      |          |              |                               |

### Ehemalige Flugzeugtypen
- BAe 146/Avro RJ
- Boeing 707
- Boeing 720
- Douglas DC-3
- Fokker F28 Fellowship
- Fokker 50
- Vickers Viscount
- Xi’an MA60

## Zwischenfälle
Air Zimbabwe verzeichnete seit ihrer Gründung 1980 zwei Totalschäden, beide ohne Todesfälle:

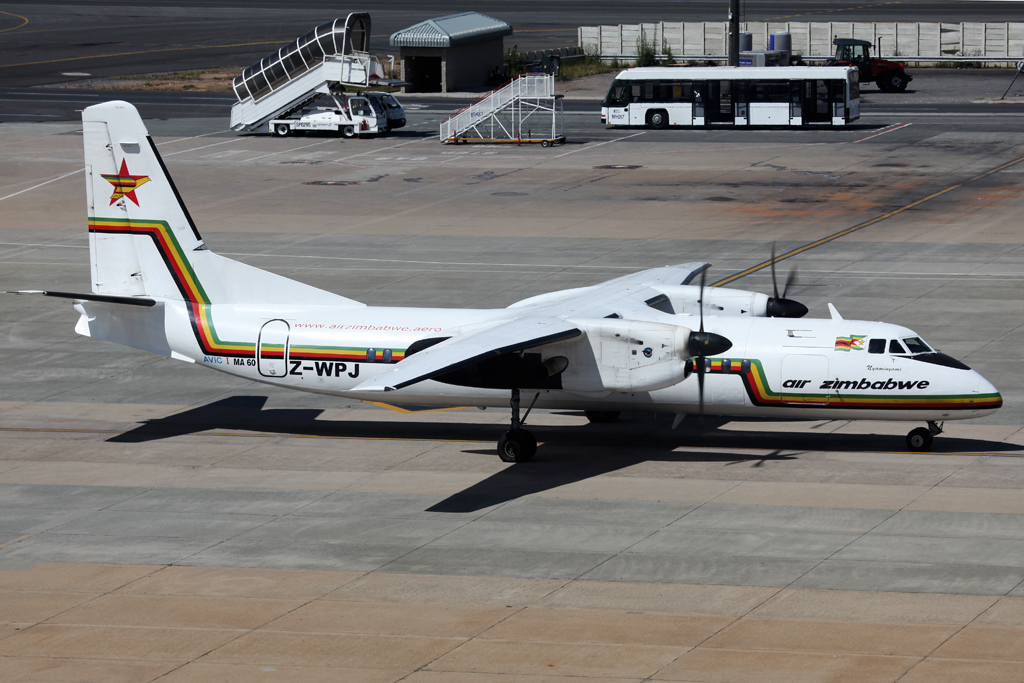
Die im November 2009 verunglückte Xi’an MA60 der Air Zimbabwe, 2009

- Im Juli 1984 (genaues Datum unbekannt) wurde eine Vickers Viscount 756D der Air Zimbabwe (Luftfahrzeugkennzeichen Z-YNI) bei der Wartung auf dem Flughafen Harare International (Zimbabwe) irreparabel beschädigt, als versehentlich das Bugfahrwerk eingefahren wurde. Personen kamen nicht zu Schaden.[20][21]

- Am 3. November 2009 kollidierte eine Xi’an MA60 der Air Zimbabwe (Z-WPJ) beim Start vom Flughafen Harare International mit Warzenschweinen. Das Bugrad und das linke Hauptfahrwerk brachen daraufhin zusammen, das Flugzeug drehte nach links ab und kam neben der Startbahn zum Stehen. Alle 38 Insassen, 4 Besatzungsmitglieder und 34 Passagiere, überlebten. Am Flugzeug entstand Totalschaden.[22]